# 데이 무네테쓰
데이 무네테쓰(일본어: 丁 宗鐵, 1947년 11월 6일~)는 일본의 의사, 한방학자이다. 의학 박사로, 도쿄도 출신이다.